# Environnement en Australie
L'environnement en Australie est l'environnement (ensemble des éléments - biotiques ou abiotiques - qui entourent un individu ou une espèce et dont certains contribuent directement à subvenir à ses besoins) du pays Australie, pays d'Océanie. L'Australie est le sixième plus grand pays au monde par la superficie. Le territoire rassemble des espaces désertiques et des écosystèmes très riches en biodiversité, comme la grande barrière de corail classée au patrimoine mondial, les forêts tempérées de Tasmanie et le sud-ouest de l'Australie méditerranéen, point chaud de biodiversité. Les ressources en charbon sont importantes. Elles fournissent la majorité de l’électricité du pays, qui est par ailleurs le premier exportateur mondial de charbon. Le pays a ainsi un bilan carbone par habitant élevé.
Gros pollueur, le pays a été gouverné pendant des années par des dirigeants climatosceptiques. Les épisodes de canicules, sécheresse et inondations sont importants, notamment dans les années 2010. Si les incendies sont fréquents, ceux de 2019 sont exceptionnels par leur précocité et l'étendue des surfaces concernées.
Selon l'Agence internationale de l'énergie, l'Australie est en 2016 le deuxième pire pollueur de la planète par habitant, derrière l'Arabie saoudite.

## La biodiversité de l'Australie

### Milieux

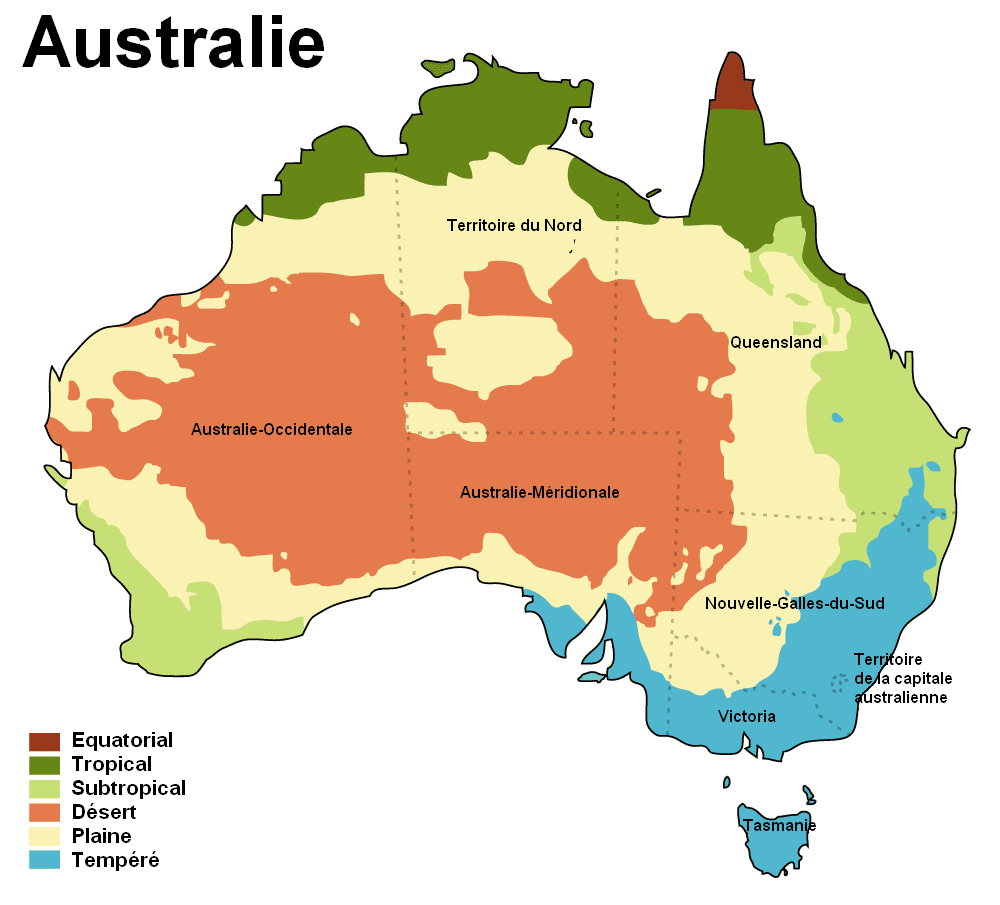
Zones climatiques en Australie
équatorial
Tropical
Subtropical
Désert
prairie et savane
tempérée

L'Australie est principalement constituée d'une île principale, de dimension continentale. Cette île, d'une superficie de plus de 7 600 000 km² couvre plus de 99 % du territoire australien tandis que l'île de Tasmanie, avec 68 332 km², forme son deuxième territoire insulaire par ordre d'importance. La superficie de l'Australie est comparable à celle des États-Unis contigus.
Elle est bordée par les océans indien, pacifique et, pour les Australiens, austral ; l’Australie est séparée de l’Asie par les mers d’Arafura et de Timor et de la Nouvelle-Zélande par la mer de Tasman. Elle compte 34 218 kilomètres de côtes. Le climat est fortement influencé par les courants océaniques, notamment El Niño, qui apporte des sécheresses périodiques et de basses pressions saisonnières qui produisent des cyclones tropicaux dans le nord de l’Australie.
La plus grande partie du territoire australien est couverte de zones désertiques ou semi-arides. Seules les parties situées au sud-ouest (climat subtropical humide), au sud (climat océanique) et au sud-est (climat méditerranéen) bénéficient d’un climat tempéré. La partie nord du pays, avec un climat tropical, possède une végétation constituée de forêts tropicales humides, prairies, mangroves, marais et déserts. La surface forestière était estimée à 164 000 000 millions d'hectares en 2005 d'après la FAO. Cet immense pays possède ainsi la septième couverture forestière la plus importante au monde, qui occupe 17  % de sa surface.

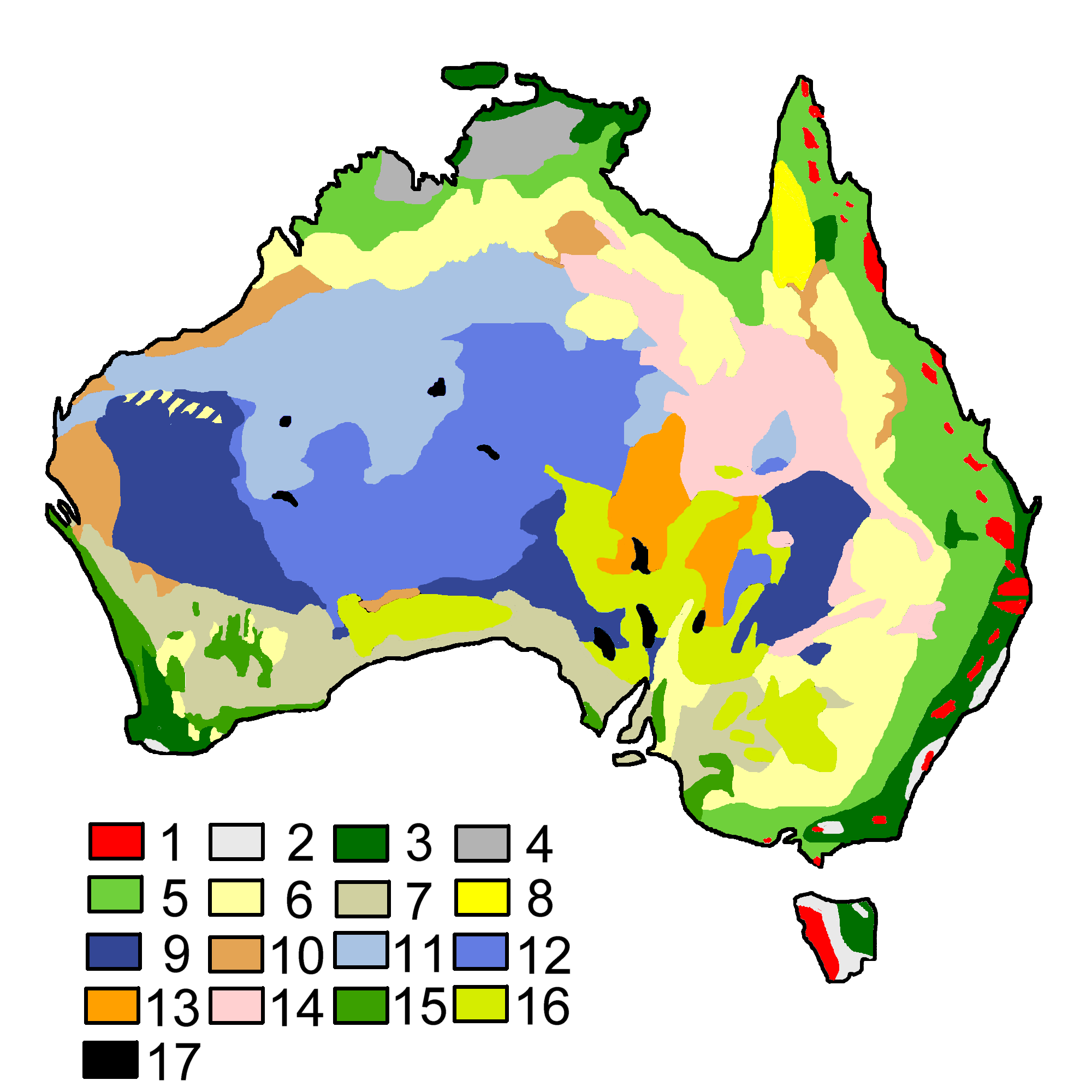
Carte des grands écosystèmes australiens

Le sud-ouest de l'Australie est un foyer de biodiversité qui comprend les écorégions de forêts et maquis du sud-ouest australien. Il fait partie des 34 points chauds de biodiversité.
La majeure partie de la Tasmanie est densément boisée, notamment le parc national du Sud-Ouest et les régions environnantes qui possèdent l'une des dernières forêts tempérées humides de l'hémisphère sud. Le Tarkine, situé au nord-ouest, est la plus grande forêt humide tempérée d'Australie et une des plus étendues au monde couvrant environ 3 800 km2. 
Au nord-est, la grande barrière de corail - plus grand récif corallien au monde - s’étend sur plus de 2 000 km à faible distance des côtes australiennes.
La cordillère australienne (en anglais : the great dividing range) est la chaîne de montagnes la plus importante du pays.
L’Australie est assez fortement affectée par le réchauffement climatique. Le mois de janvier 2019 est le plus chaud de l'histoire du pays et neuf des dix années les plus chaudes ont été enregistrées après 2005. Parmi les conséquences, les scientifiques ont noté une accentuation de la sécheresse dans certaines régions de l'Australie, ainsi que de la fréquence des inondations et des incendies de grande envergure.
Selon les recherches de l'université nationale australienne, en 2050, « l’hiver tel que nous le connaissons n’existera plus. Il ne subsistera pas, à part dans quelques endroits de la Tasmanie ». Les températures hivernales avoisineront fréquemment les 40 °C.

### Faune et flore
Bien que la majeure partie de l’île soit désertique ou semi-aride, l’Australie (Tasmanie comprise) ne manque pas d’habitats diversifiés pour accueillir différentes espèces animales et végétales. Du fait du grand âge du continent, de son climat très variable dans le temps et son isolation géographique très longue, une faune et une flore particulières ont pu se développer, en général d'origine très ancienne, tels que les mammifères monotrèmes (ovipares) et marsupiaux (à poche marsupiale ou marsupium), ayant précédé dans l'évolution les mammifères placentaires ; les oiseaux aptères (Aptéryx ou Kiwi, Émeu). Environ 85 % des plantes à fleurs, 84 % des mammifères, plus de 45 % des oiseaux et 89 % des poissons du plateau continental sont considérés comme des espèces endémiques
. Les espèces animales les plus connues sont le koala, le kangourou, l’émeu, l’ornithorynque, le wombat, l’échidné et le dingo. Le numbat, en danger d'extinction, a une population située au sud-ouest de l’Australie occidentale et estimée à seulement 800 individus en 2021.
La Tasmanie compte 130 espèces d'oiseaux et 25 espèces de mammifères. Le tigre de Tasmanie est une espèce disparue ; plusieurs espèces sont en danger comme la perruche de Latham, le diable de Tasmanie. Celui-ci, victime d'une maladie ayant décimé la population en Tasmanie, fait l'objet d'un programme de conservation avec réintroduction de 26 diables sur l'Australie continentale en 2020 et naissance de 7 petits en 2021.
La Grande Barrière a perdu plus de la moitié de ses coraux entre 1987 et 2014.
En novembre 2018, la vague de chaleur que connait l'Australie provoque la mort de plus du tiers des renards volants à lunettes (une espèce de chauve-souris) du pays. À la suite de sécheresses et inondations majeures en 2019, le premier ministre annonce la plantation d'un milliard d'arbres d'ici 2050.
Depuis le début de la colonisation de l'Australie par la Grande-Bretagne, 10 % des 273 espèces endémiques terrestres d’Australie ont disparu. Le réchauffement climatique aggrave la mortalité des groupes les plus fragiles, au point que 21 % des mammifères endémiques se trouvent désormais en péril. Un tiers des espèces d'insectes recensées en Australie est en risque d’extinction.

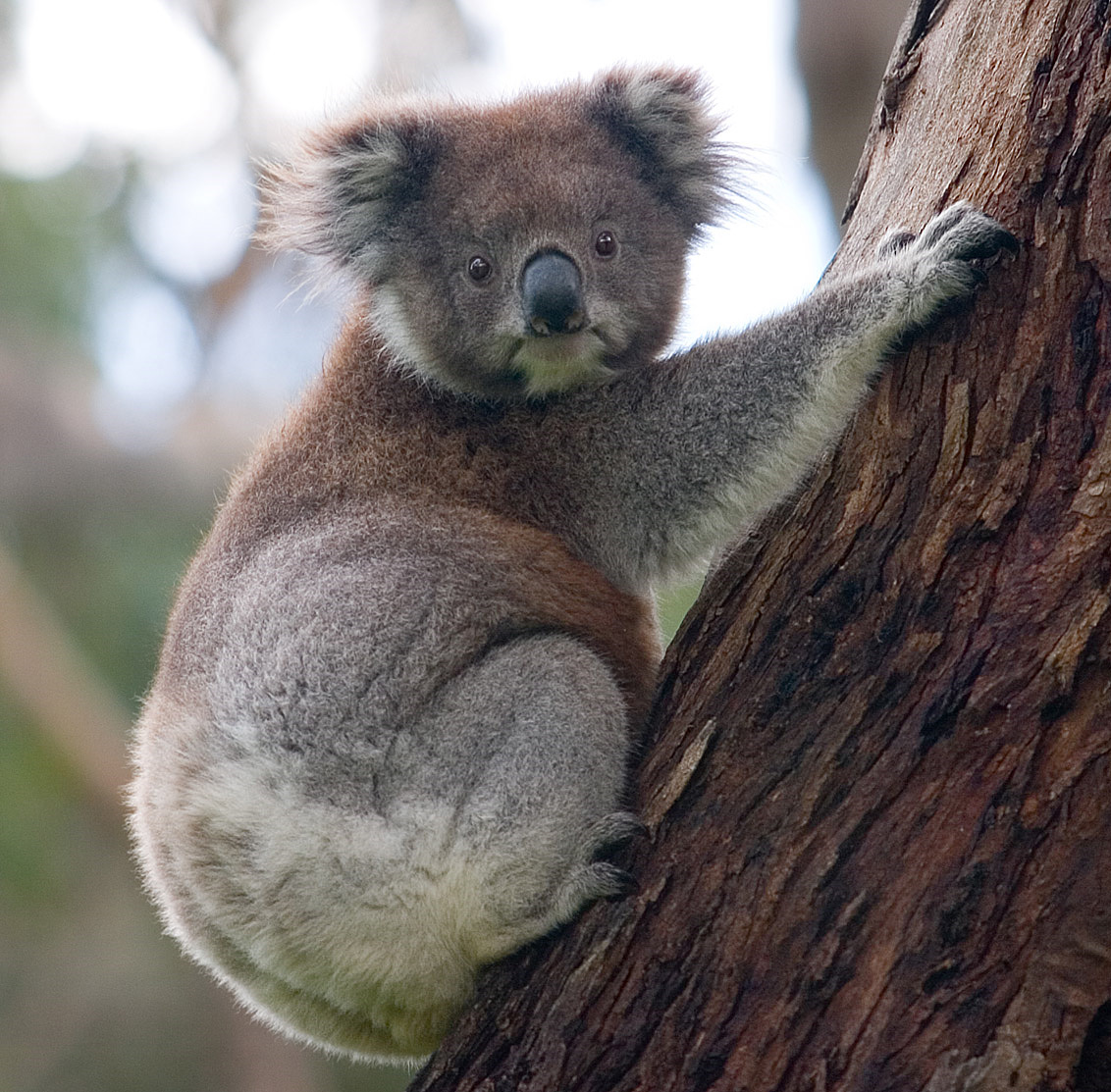
Koala
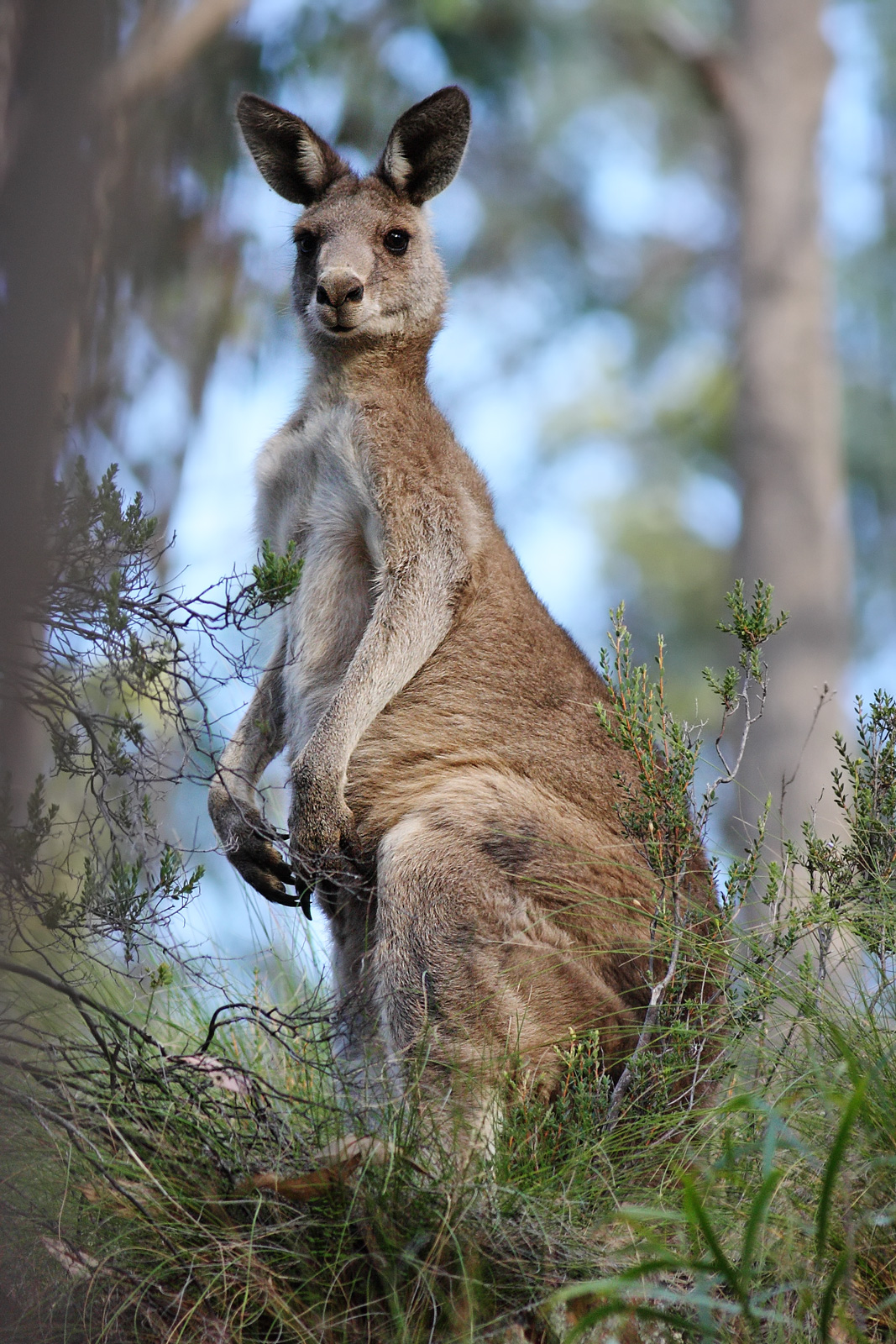
Kangourou géant
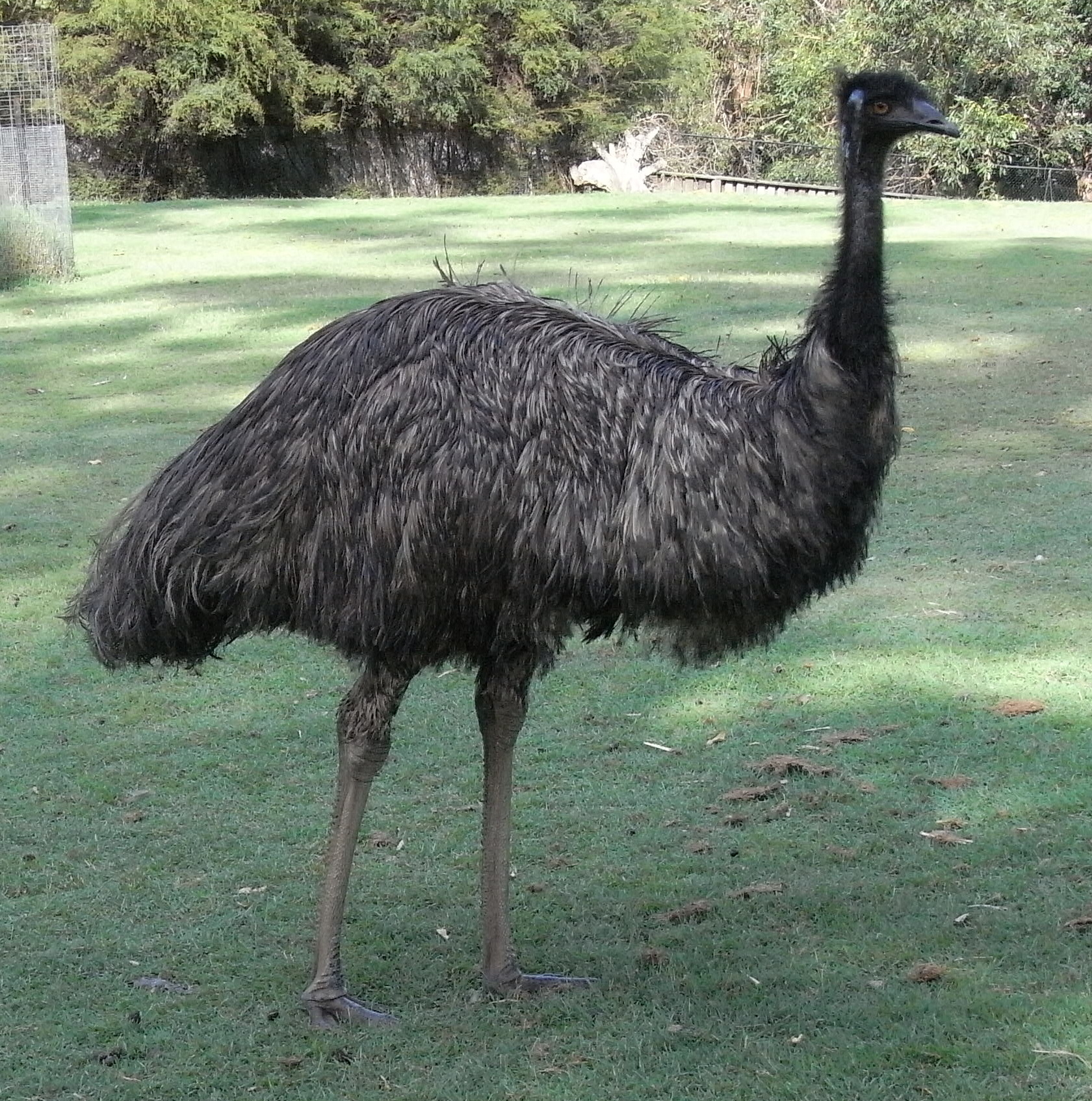
L'émeu
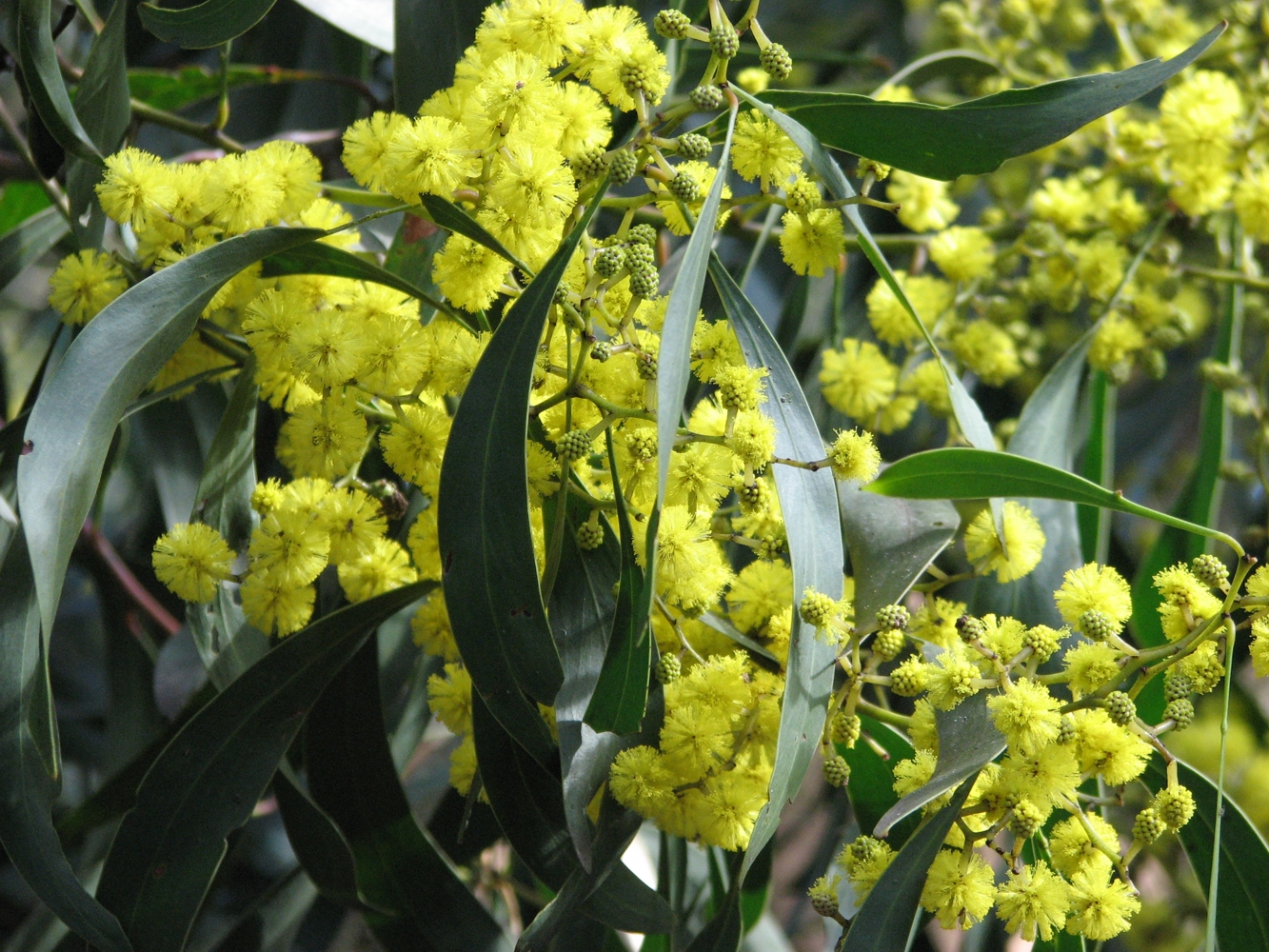
Acacia pycnantha (Wattle)
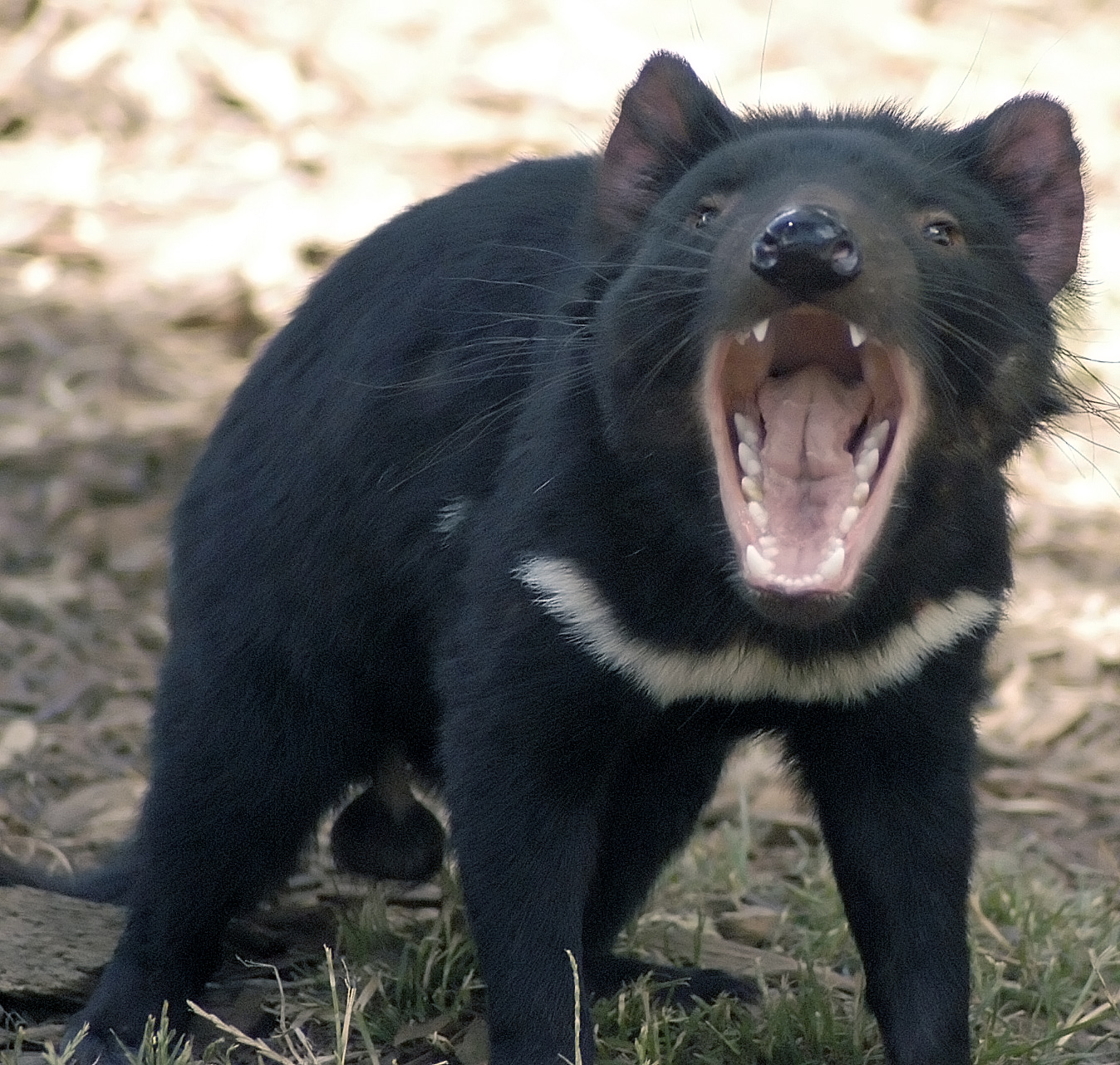
Diable de Tasmanie
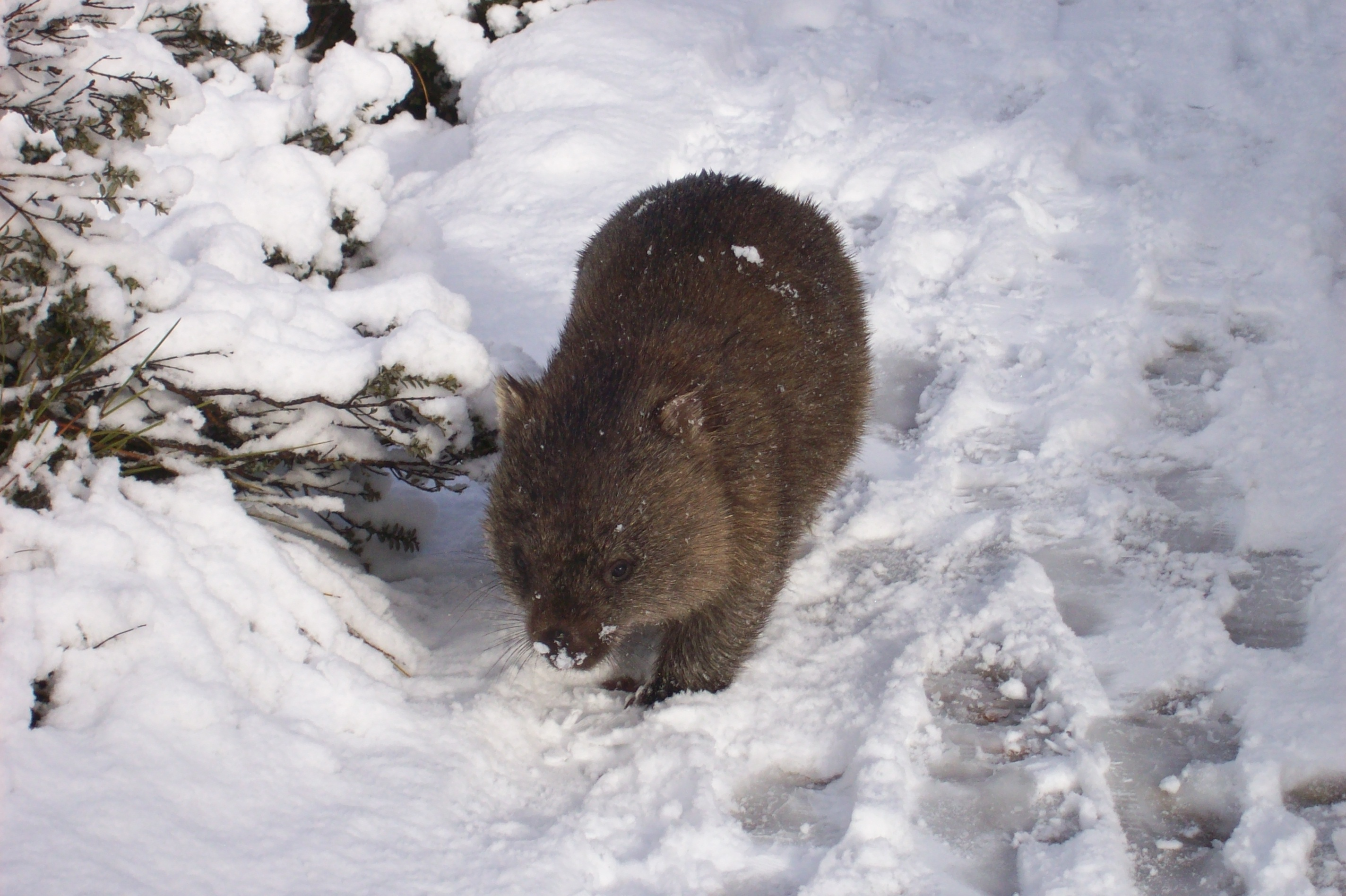
Wombat
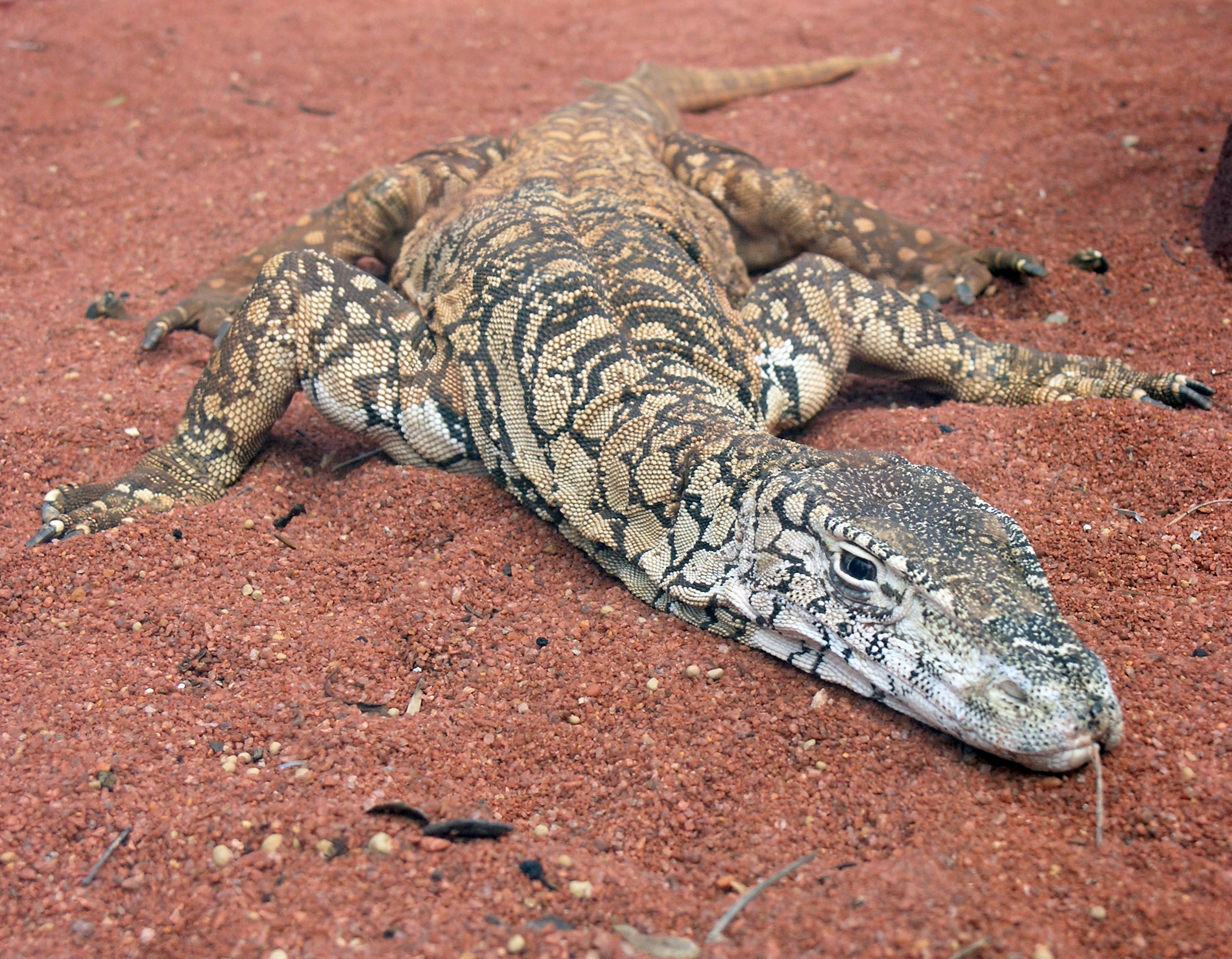
Goanna
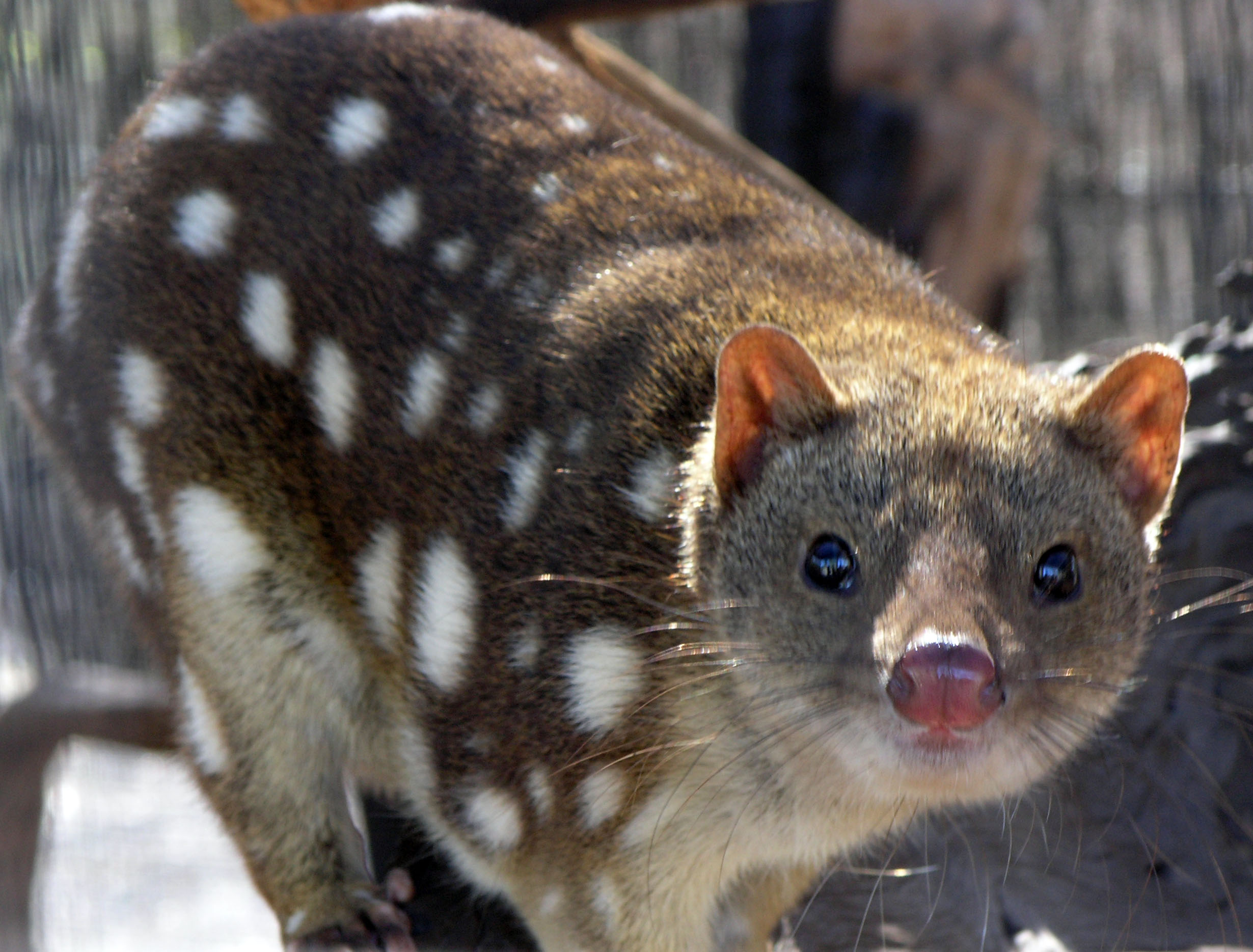
Chat marsupial à queue tachetée
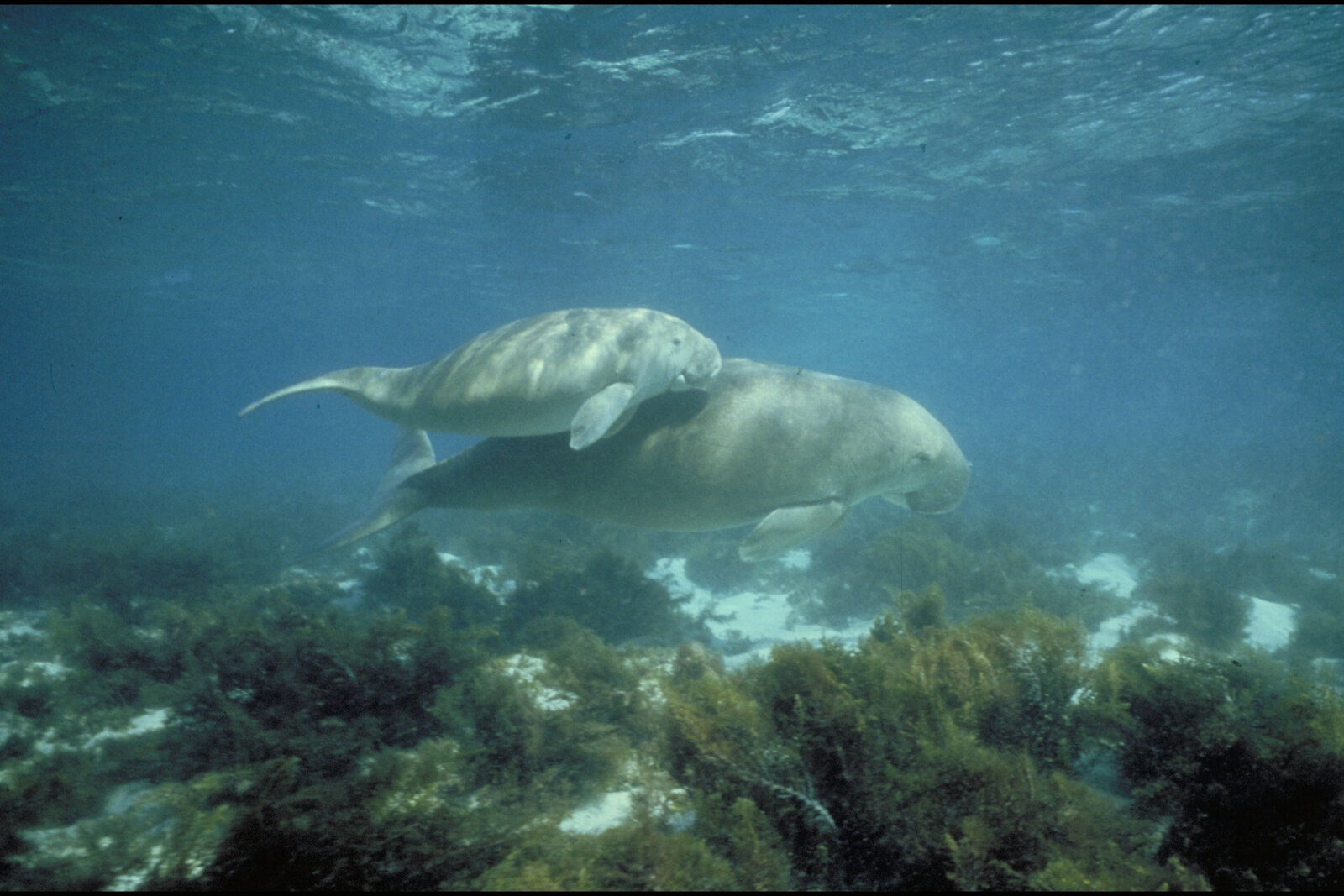
Dugong
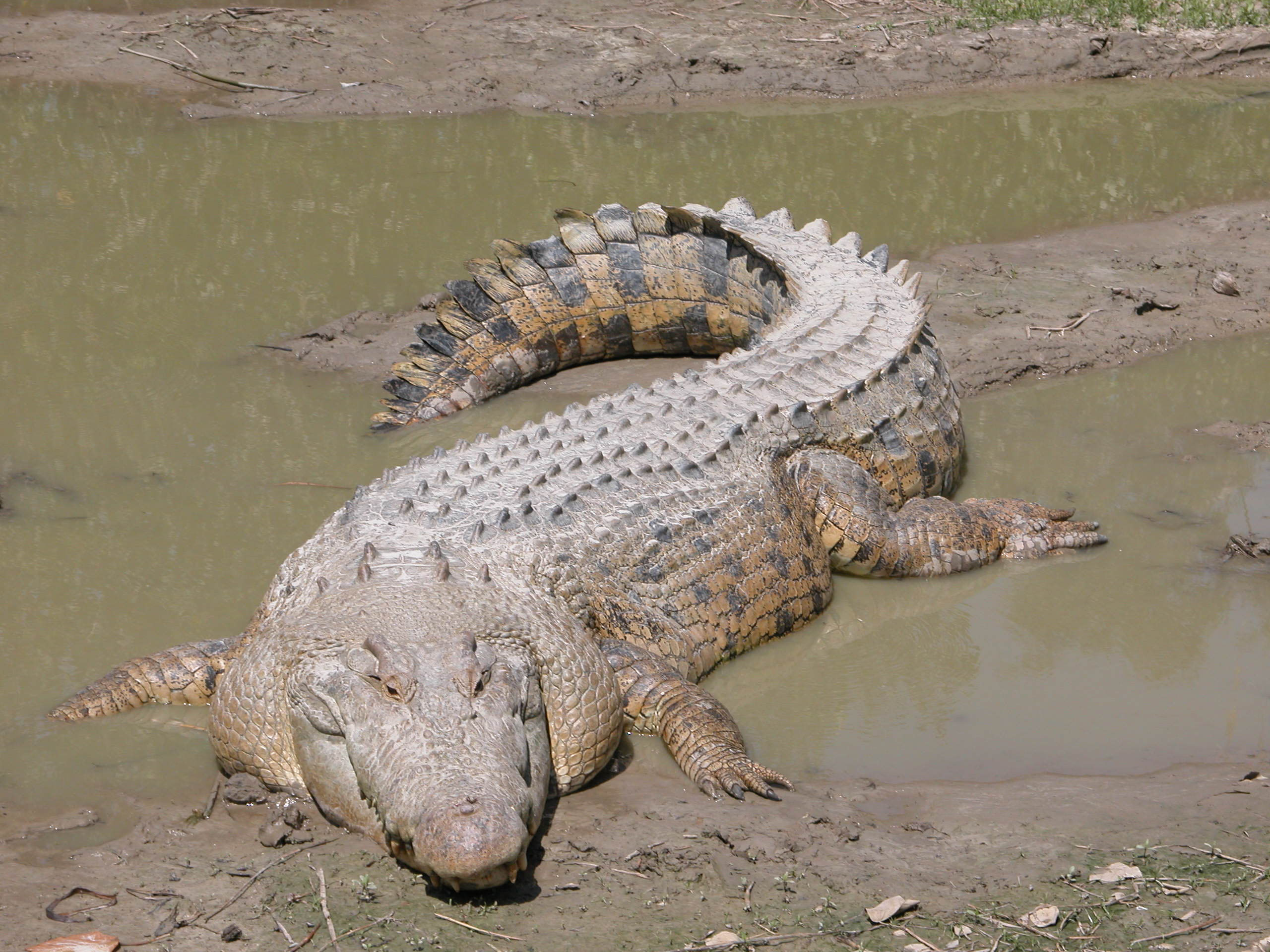
Crocodile marin
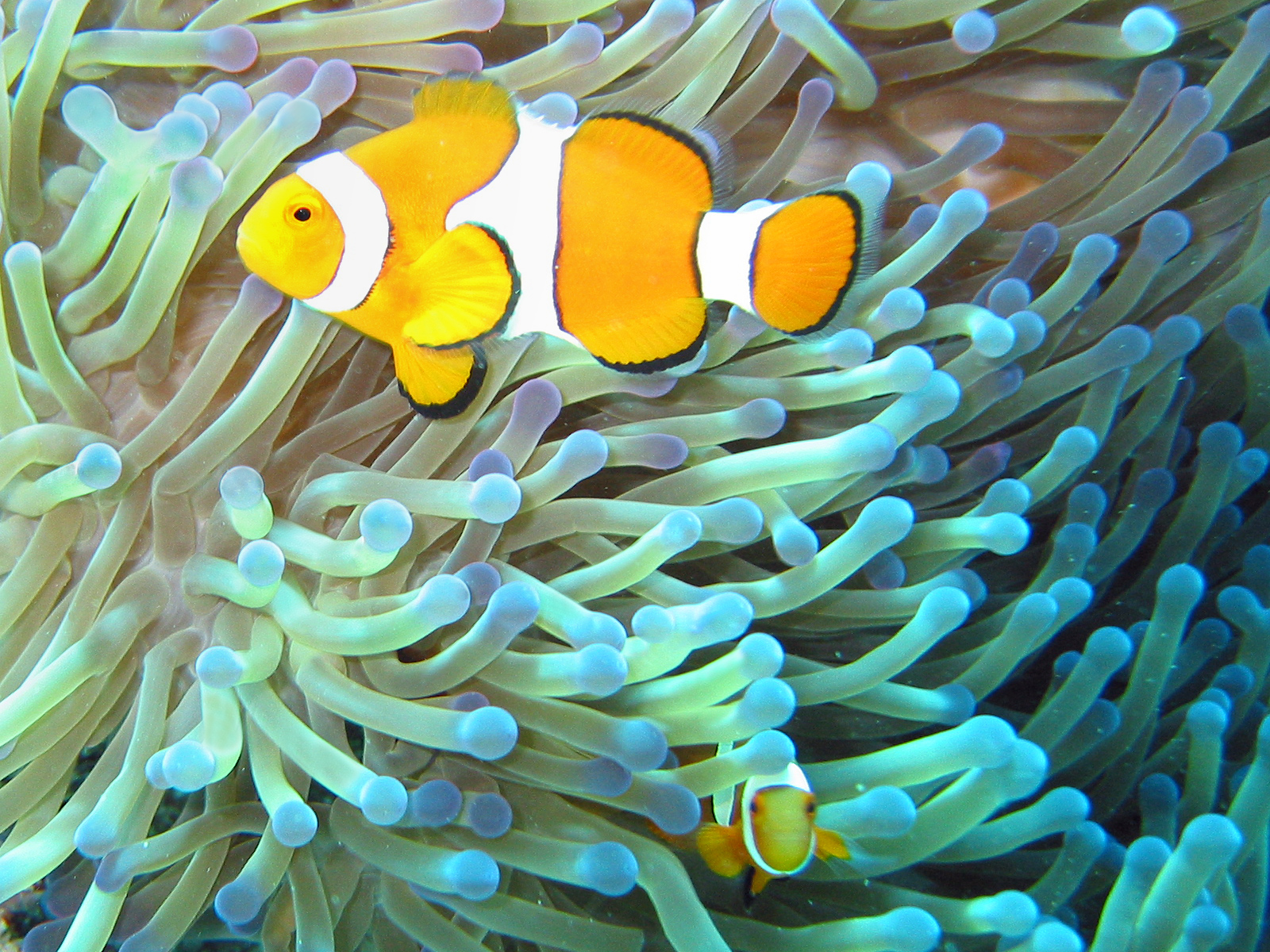
Poisson-clown
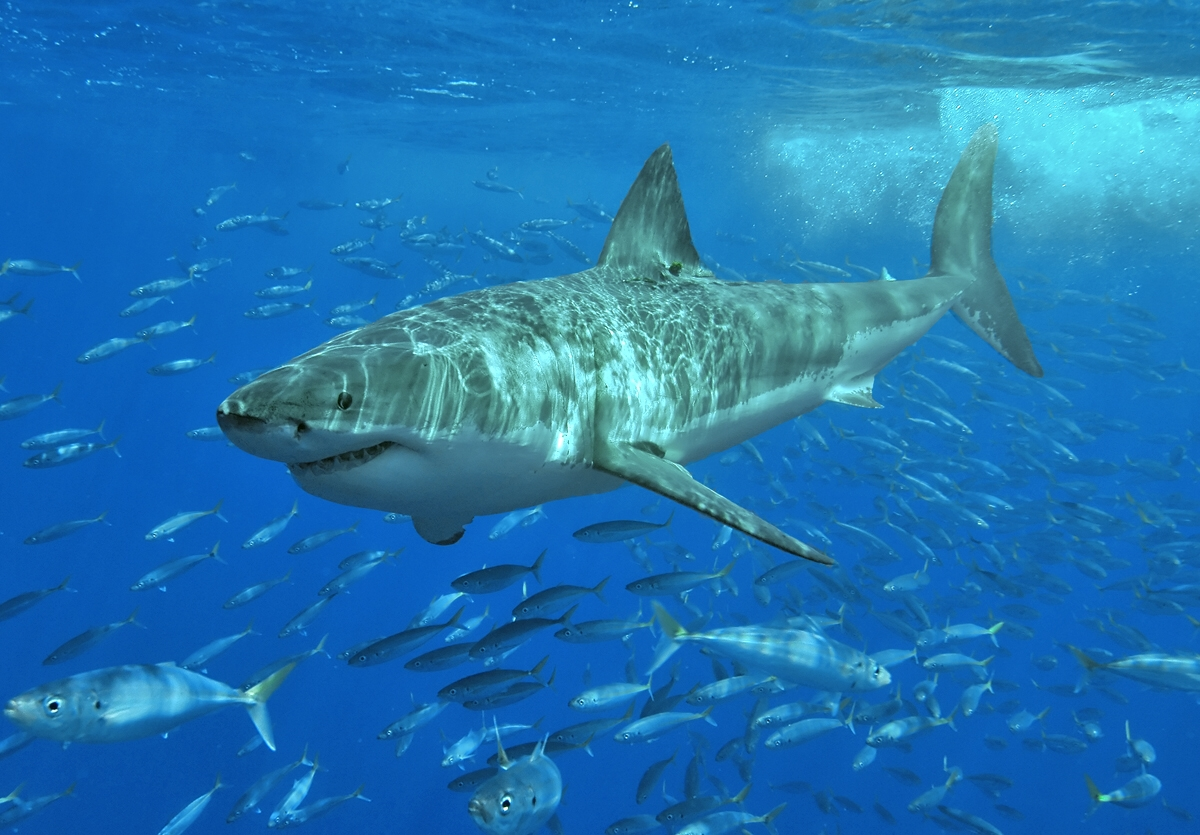
Grand requin blanc

#### Espèce envahissante
- Wasmannia auropunctata, « fourmi électrique » ou « petite fourmi de feu », originaire d'Amérique du Sud, coûte très cher aux autorités dans les régions d'Australie qu'elle a envahies. Ainsi, dans le Queensland (Australie) qu'elle a colonisé depuis 2006, 30 millions de dollars ont déjà été affectés à la lutte contre cette fourmi[20].

### Zones protégées

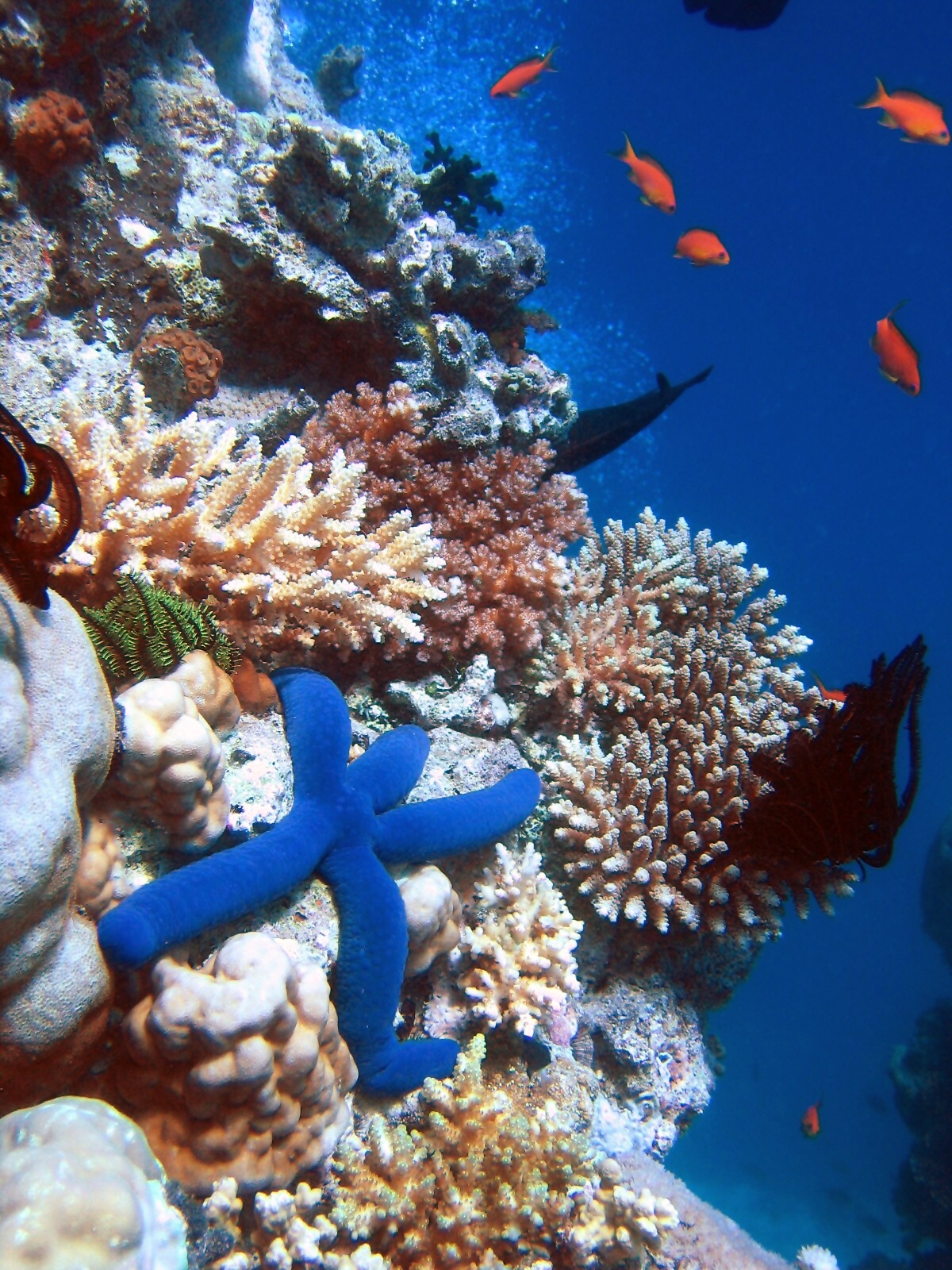
Étoile de mer sur du corail, Grande barrière de corail.

64 zones humides sont inscrites à la Convention de Ramsar, et 16 sites ont été inscrits au patrimoine mondial, dont la grande barrière de corail.
En 2013, l'UNESCO a classé certaines forêts de Tasmanie, soit environ la moitié du territoire.

## Impacts sur les milieux naturels
L'Autorité du Parc marin de la grande barrière de corail a validé en 2019 le rejet d'un million de tonnes de boue de dragage à proximité du récif. Les déchets sont issus du dragage du port de Hay Point qui abrite l'un des plus grands terminaux de charbon au monde. Le permis a été accordé quelques jours seulement après que d'intenses inondations ont frappé le nord et le centre du Queensland, rejetant d'importantes quantités de sédiments dans l'écosystème marin. La boue de dragage pourrait recouvrir le corail et perturber le bon fonctionnement de la symbiose entre le corail et l'algue, ou provoquer la prolifération de cette dernière. Les conséquences dépendront de la période et du lieu de rejet des boues - qui devraient contenir des quantités élevées d'éléments dangereux tels que des métaux lourds. Si les rejets ont lieu suffisamment loin des côtes, l'impact environnemental pourrait être minimal.

### Activités humaines

#### Colonisation et introduction d'espèces
L’arrivée des premiers humains en Australie, la colonisation européenne et la modernisation ont apporté successivement leur lot de flores et de faunes provenant du reste du monde. Certaines ont trop prospéré et ont atteint des proportions trop importantes, menaçant, sinon exterminant d’autres espèces. 24 lapins furent introduits en Australie en 1874 et se reproduisirent très rapidement. Dans ce pays dépourvu de carnassiers, les lapins ont prospéré. À peine un demi-siècle plus tard, la population de lapins de garenne s'élevait à 30 millions d'individus et mettait en danger l'agriculture et l'équilibre écologique local. Après l'introduction de la myxomatose, on en est arrivé, en 1995, à introduire sur ce continent un virus ravageur des lapins provoquant la maladie hémorragique virale du lapin : le Rabbit Haemorrhagic Disease Virus (RHDV) afin de rééquilibrer leur population. Les Australiens relâchèrent également des renards, jusqu'ici absents de l'île-continent, qui s'attaquèrent aux marsupiaux. Des maladies comme la myxomatose sont même entretenues par les autorités pour en limiter le nombre. La population de lapin est désormais estimée à 200 millions d'individus…
Un exemple très connu d’extermination est la disparition du tigre de Tasmanie (ou loup de Tasmanie) au milieu du XXe siècle du fait des Européens.
Des quarante-deux espèces de kangourous originelles, seules quatorze ont survécu. On note également l'extinction d'environ 20 % des nombreuses espèces de perruches. De tous les continents, c'est l'Australie qui enregistre le plus grand pourcentage d'extinctions animales dues à l'activité humaine depuis le XVIIIe siècle.
Les premiers colons importèrent du bétail, mais leurs excréments ne disparaissaient pas, car il n'y avait ni insectes ni bactéries chargés de leur dégradation.
Des chevaux sont arrivés d’Angleterre avec les premiers colons, en 1788, avant de retourner à l’état sauvage. L’Australie compte jusqu’à 400 000 chevaux sauvages, selon le Conseil des espèces invasives, une ONG australienne. Estimés à environ 19 000 dans le parc national du Kosciuszko, en Nouvelle-Galles-du-Sud et surnommés « brumbies », ils y ont été relativement protégés, pendant deux décennies, au nom de leur appartenance au patrimoine culturel malgré les protestations des scientifiques et de défenseurs de l’environnement. En 2023, l’abattage par hélicoptère va reprendre pour protéger la faune et la flore. Les autorités de l’État de Nouvelle-Galles du Sud veulent réduire le nombre des chevaux sauvages à 3 000 d’ici à la mi-2027.

#### Agriculture

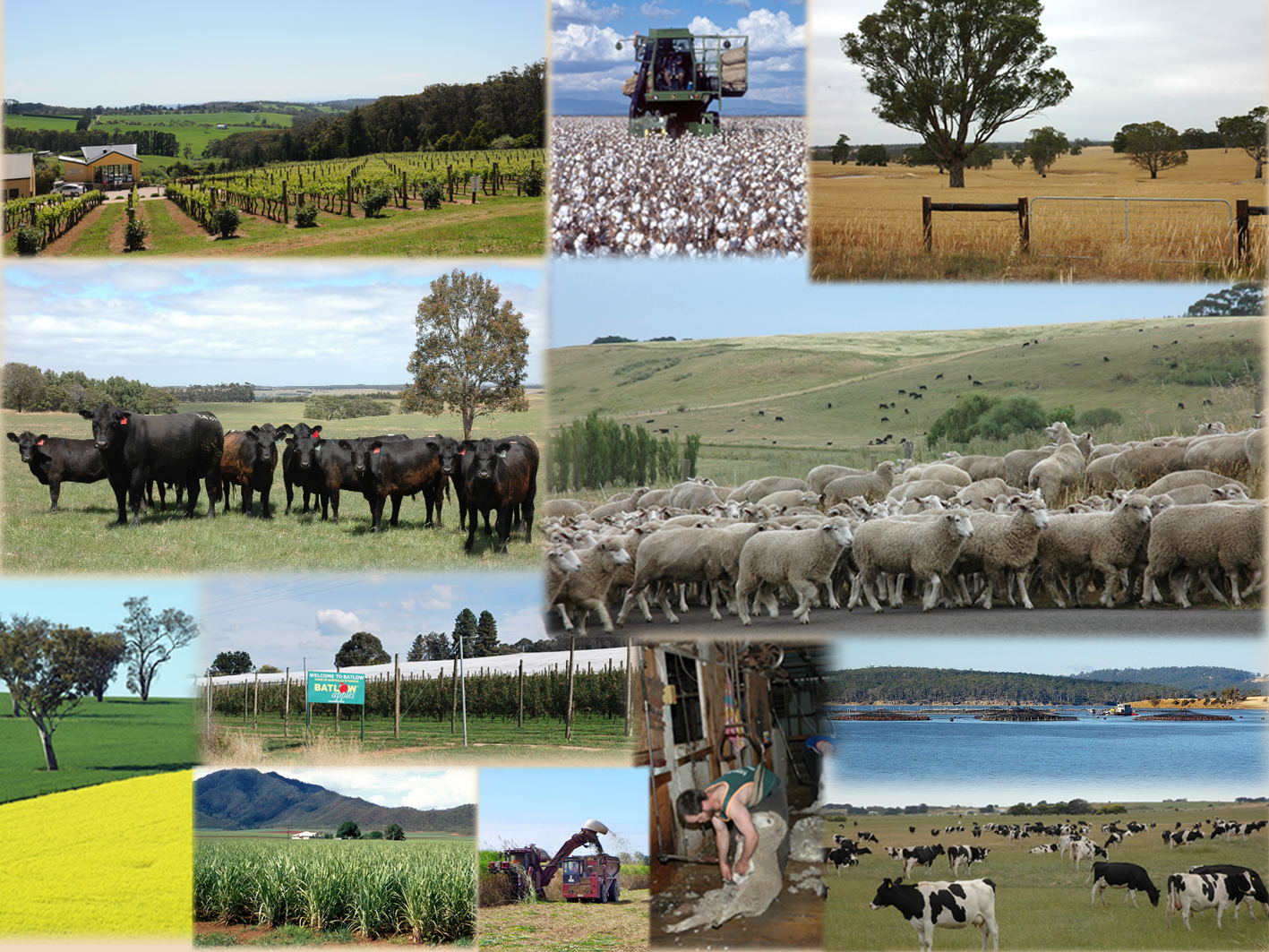
Principales productions agricoles d'Australie.

##### Élevage

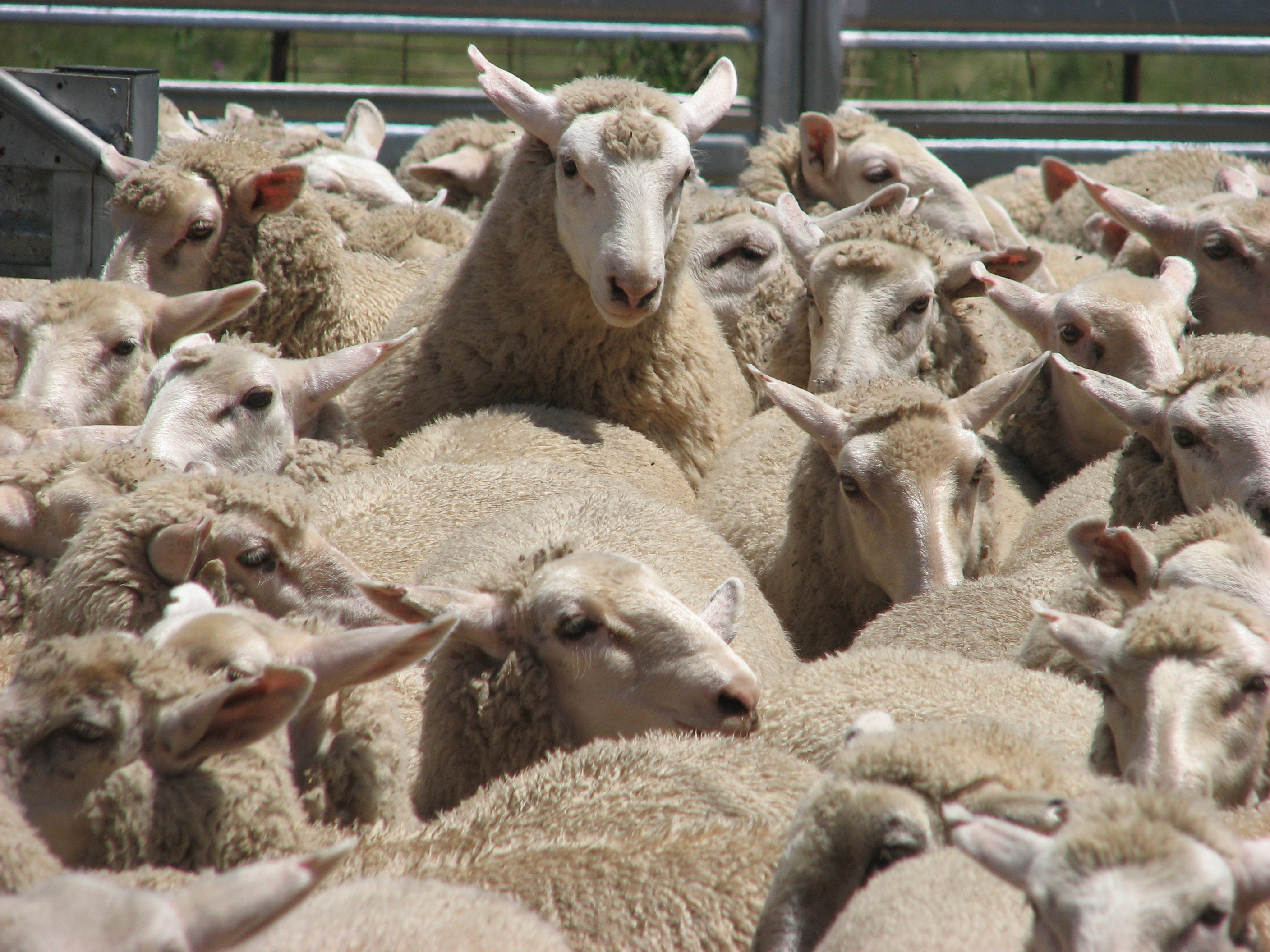
Élevage ovin en Australie

En 2017, on comptait plus de 70 millions de moutons en Australie ; les principales régions de l'élevage ovin sont la Nouvelle-Galles du Sud avec 27 millions, l'Australie-Occidentale avec 14,2 millions, et l'Australie-Méridionale avec 11,1 millions.
La proportion de végétariens progresse régulièrement ces dernières années pour atteindre désormais environ 11 % de la population.

##### Cultures

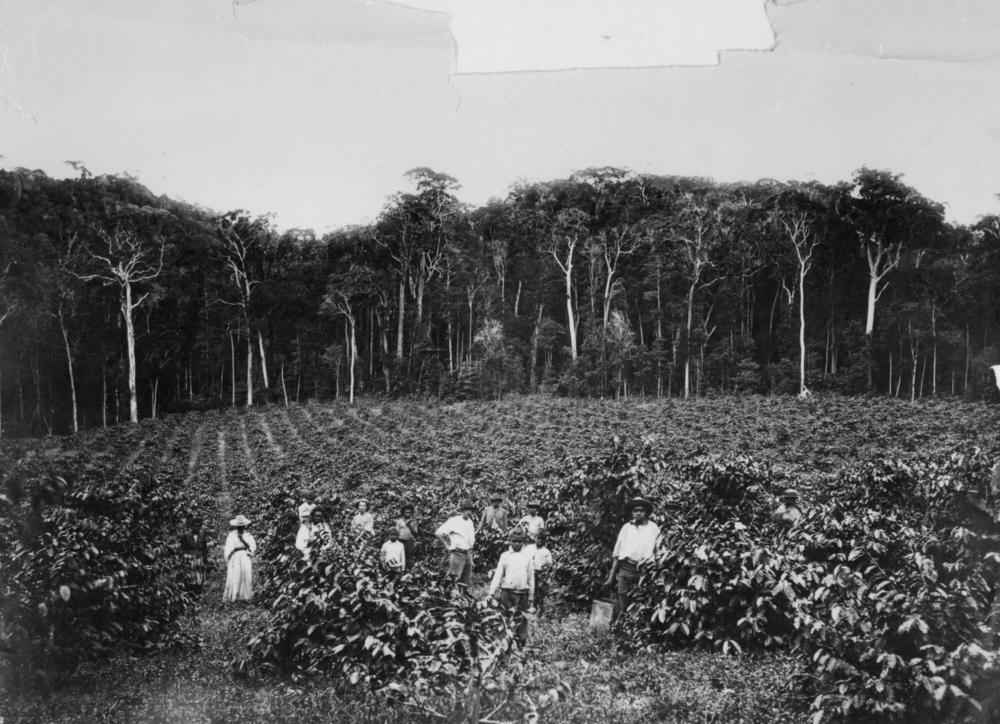
Culture de caféiers, au détriment de la jungle australienne du Queensland, ici à Kuranda, vers 1900.

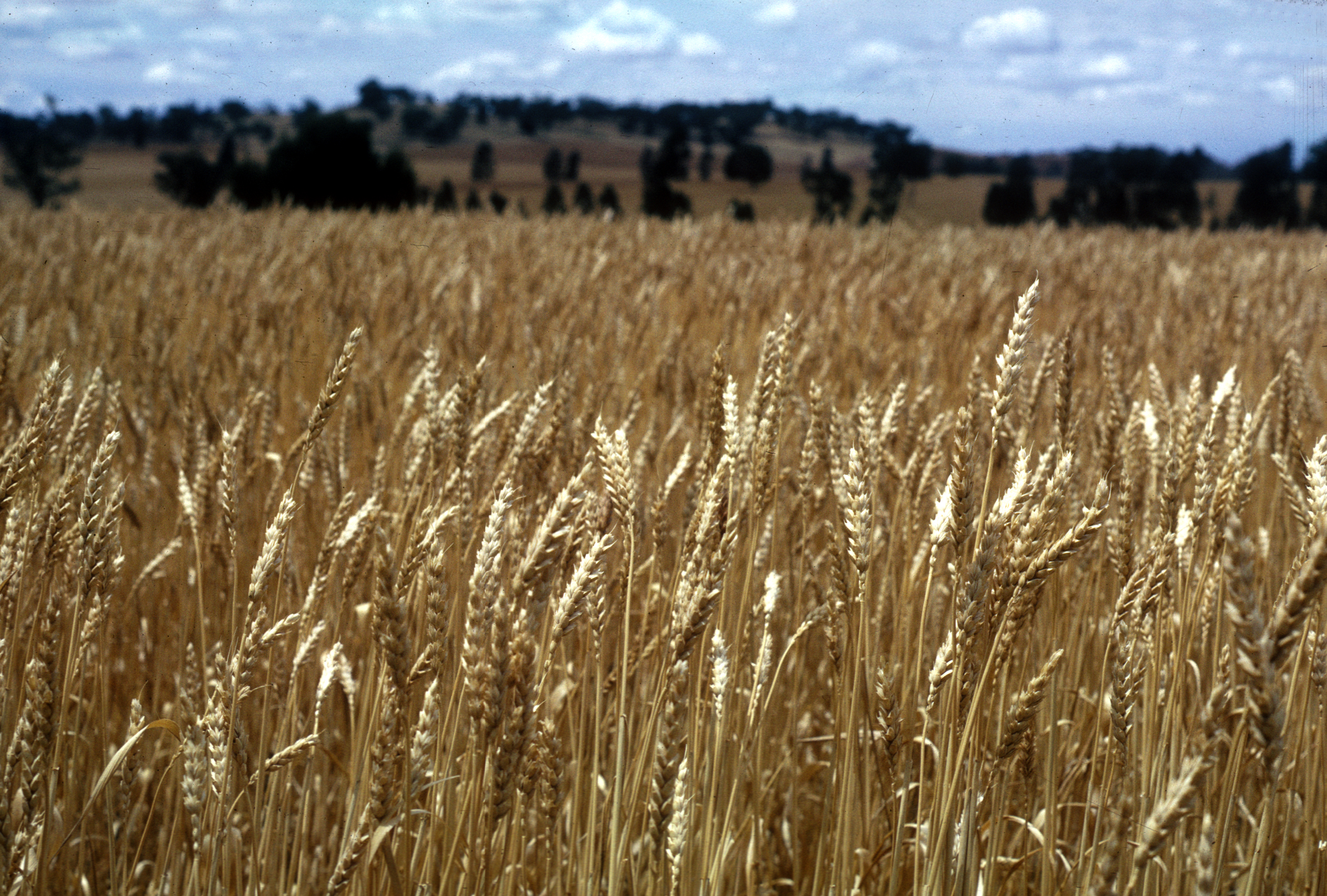
Champ de blé.

Les céréales, les oléagineux et les légumineuses sont cultivés en grande quantité en Australie tant pour la consommation humaine que pour l'alimentation du bétail. Le blé est la céréale la plus cultivée dans le pays. En 2014-2015, pour une surface emblavée de 13,8 millions d'ha, la production s'est élevée à 23,6 millions de tonnes. Environ 70% de cette production est exportée, essentiellement vers les pays asiatiques tel, la Chine, la Corée du sud, l'Indonésie et le Japon. En 2014-2015, les exportations ont été de 17,1 millions de tonnes, ce qui place l'Australie au cinquième rang mondial. La production d'orge est également importante : 3,8 millions d'ha ont produit 8 millions de tonnes pour la campagne 2014-2015. Les exportations sont très élevées avec 5,6 millions de tonnes. L'Australie est le premier fournisseur de la Chine en orge brassicole.
Le coton et la canne à sucre sont les autres cultures industrielles importantes. L'Australie est le septième producteur mondial de coton, mais le troisième exportateur dans la mesure où 90 % de la production est exportée.
La viticulture y est également développée, l'Australie étant le sixième producteur mondial et le cinquième exportateur mondial (la Chine étant devenu le premier importateur de vin australien).

#### Chasse, pêche et braconnage
Pour protéger les surfeurs d'éventuelles attaques de requins, les autorités australiennes ont déployé depuis les années 1960 des dispositifs de protection des plages constitués de gros hameçons. Des dizaines de milliers d’animaux ont été piégés et tués par ce système.
Les kangourous sont souvent perçus comme des animaux nuisibles et massivement abattus, avec le soutien des autorités. Chaque année 3 millions de kangourous sont tués pour un usage commercial, ainsi que 1,1 million de jeunes tués ou laissés à la mort en conséquence de la perte de leur mère. Par ailleurs, 200 000 kangourous et wallabys sont tués légalement pour des motifs non commerciaux chaque année, sans compter un nombre élevé de kangourous tués sans l'autorisation du gouvernement.

#### Exploitation de la forêt et déforestation
La déforestation est particulièrement préoccupante à l'est de l'Australie, ainsi qu'en Tasmanie.
La Tasmanie a connu une déforestation massive. Un tiers de la forêt originelle a disparu. Les forêts d'eucalyptus ont attiré les industries d'exploitation du bois. La technique du brulis « au napalm », activant la germination des graines d'eucalyptus, est également contestée. Encore en 2011, on peut constater que la forêt tasmanienne, aux écosystèmes hautement endémiques, est mise en coupe réglée par un exploitant de bois privé.
Entre 2000 et 2013, 22 % des forêts intactes (paysage « naturel » considéré comme à la fois non artificiellement morcelé et non dégradé) australiennes ont été détruites. Le rythme de la déforestation tend à s’accélérer.

### Transports
- Queensland Rail, Citytrain et Traveltrain
- CountryLink et CityRail
- V/Line
- Transwa

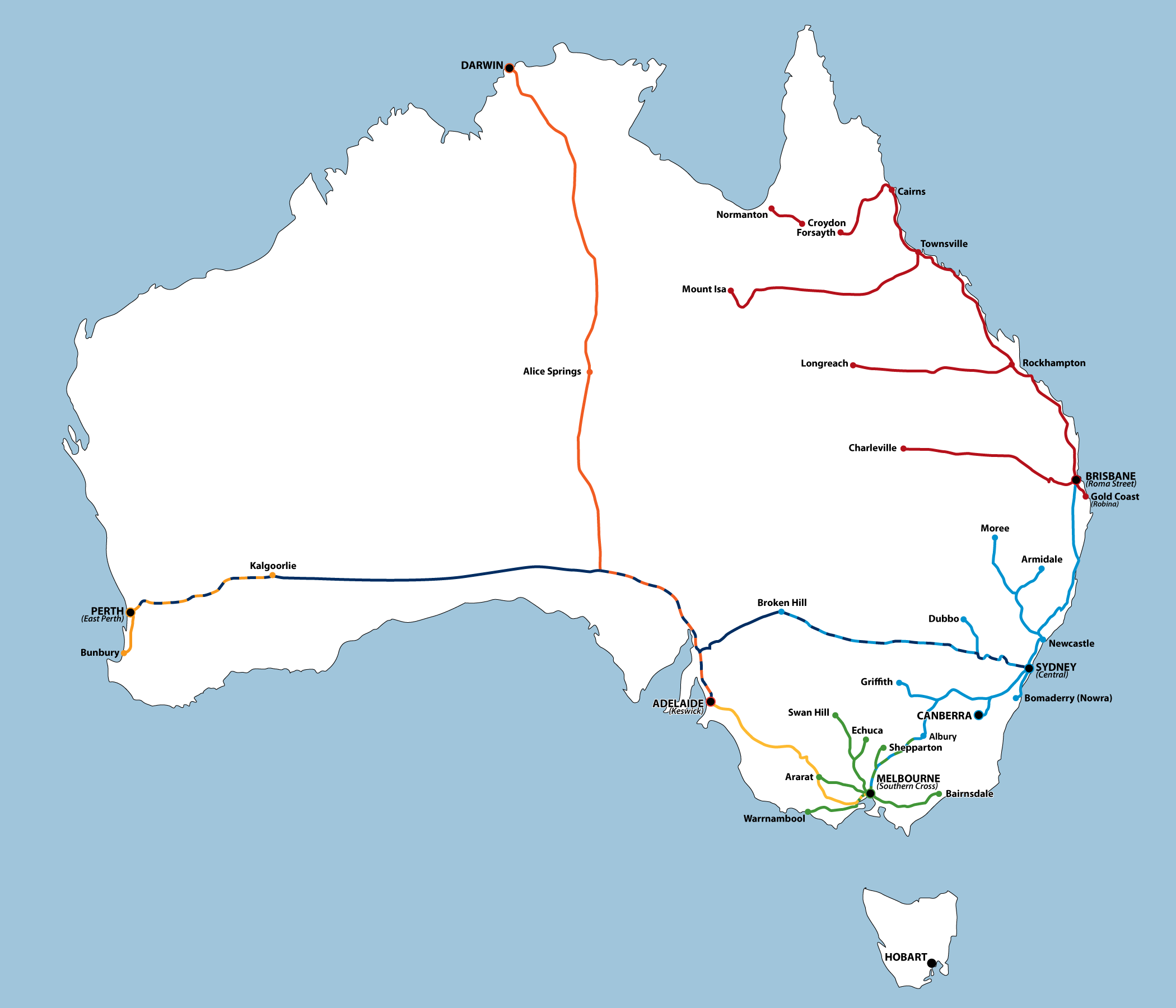
Carte des lignes de chemin de fer pour passagers en service en Australie
Lignes propriétés du gouvernement fédéral:
Queensland Rail, Citytrain et Traveltrain
CountryLink et CityRail
V/Line
Transwa
Lignes de la Great Southern Railway:
Indian Pacific
The Overland
The Ghan

Le transport ferroviaire australien compte un réseau de lignes ferroviaires long de 33 819 km (dont 2 540 km électrifiés) en 1999. 
Les voies navigables totalisent 8 368 km, et le pays compte 411 aéroports, dont 271 avec des pistes goudronnées (en 2000).

### Industries

#### Services et tourismes
Le tourisme est également développé.

### Pression sur les ressources non renouvelables
En Australie, près de 90 % de l’électricité provient des énergies fossiles, principalement du charbon (65 %). Le pays est également le premier exportateur mondial de charbon. La mine de charbon Carmichael, non loin de la Grande Barrière de corail, sera l’une des plus grandes du monde et la plus grande du pays. Les travaux de préconstruction démarrent en 2017. Ce projet est le plus gros investissement jamais réalisé par l’Inde en Australie.
L’énergie hydroélectrique représente 5 % de ce mix, l’éolien 4 % et le solaire seulement 2 %.

### Gestion de l'eau
Trois niveaux de restriction d'eau sont appliqués en cas de sécheresse.

#### Gestion du bassin de Murray-Darling
Un rapport d'enquête publié en janvier 2019 accuse l'organisme chargé de la gestion du bassin de Murray-Darling, le plus grand d'Australie, de « mauvaise administration » et de « négligences grossières » alors que ses cours d'eau sont tapissés de plus d'un million de poissons morts, notamment en raison des faibles niveaux d'eau et d'oxygène.
Le rapport accuse l'administration d'avoir pendant des années déterminé illégalement les niveaux des eaux en « ignorant complètement » les projections relatives au changement climatique : « C'est la politique plutôt que la science qui a déterminé » les limites aux quantités d'eau pouvant être prélevés dans les fleuves et rivières du bassin.

### Pollutions

#### Les émissions de gaz à effet de serre (GES)
Le pays est le huitième émetteur de gaz à effet de serre par habitant en 2015. 65 % de l'électricité est produite à partir de centrales à charbon, fortement émettrices en CO2. La centrale à charbon d'Hazelwood représente, à elle seule, 15 % des émissions de gaz à effet de serre du Victoria et 3 % des émissions de l’Australie.

#### La pollution de l'air
Globalement, l'Australie ne dépasse pas les recommandations de l'OMS concernant le taux de particules fines dans l'air. Résultats qui peuvent être expliqués par le fait que ce territoire est peu peuplé.
Hazelwood est la centrale à charbon « la plus sale d’Australie ».
En 2019, Greenpeace cite l'Australie parmi les pays développés ne mettant en œuvre aucune législation visant à limiter ou à réduire les émissions de dioxyde de soufre. Selon l'ONG, les centrales électriques australiennes de la vallée de Latrobe et de la région du lac Macquarie comptent parmi les plus polluantes au monde.

### Menaces sur les milieux naturels

#### Menaces sur la grande barrière de corail
La grande barrière de corail est menacée par :
- le réchauffement climatique,
- les déchets,
- les pollutions agricoles,
- la couronne d’épines (une étoile de mer invasive qui détruit les coraux),
- la présence de produits chimiques indésirables (médicaments, produits chimiques cosmétiques et industriels).

L'avenir de la grande barrière de corail est jugé en 2019 fortement compromis : « Le rapport du GIEC a révélé que si la Terre se réchauffait de 1,5 °C, la plupart des récifs coralliens du monde seraient perdus au cours des 30 prochaines années, même si certains survivraient. La moitié des récifs coralliens du monde pourrait être sauvée si le réchauffement était limité à 1,2 °C. »

## L'exposition aux risques
L'Australie connaît des périodes de sécheresses et canicules intenses, par exemple dans les années 2010, mais également de fortes inondations.

### Sécheresses et canicules
Bien que les espèces endémiques aient développé des stratégies d'adaptation et de survie, les canicules affectent les populations animales en provoquant des pics de mortalité importants. Elles sont importantes dans les années 2010.
L'Australie a connu une sécheresse historique en 2005.

### Inondations
En 2019, des centaines de milliers de têtes de bétail affaiblies par une grave sécheresse périssent en raison des inondations dans le Queensland.

### Incendies

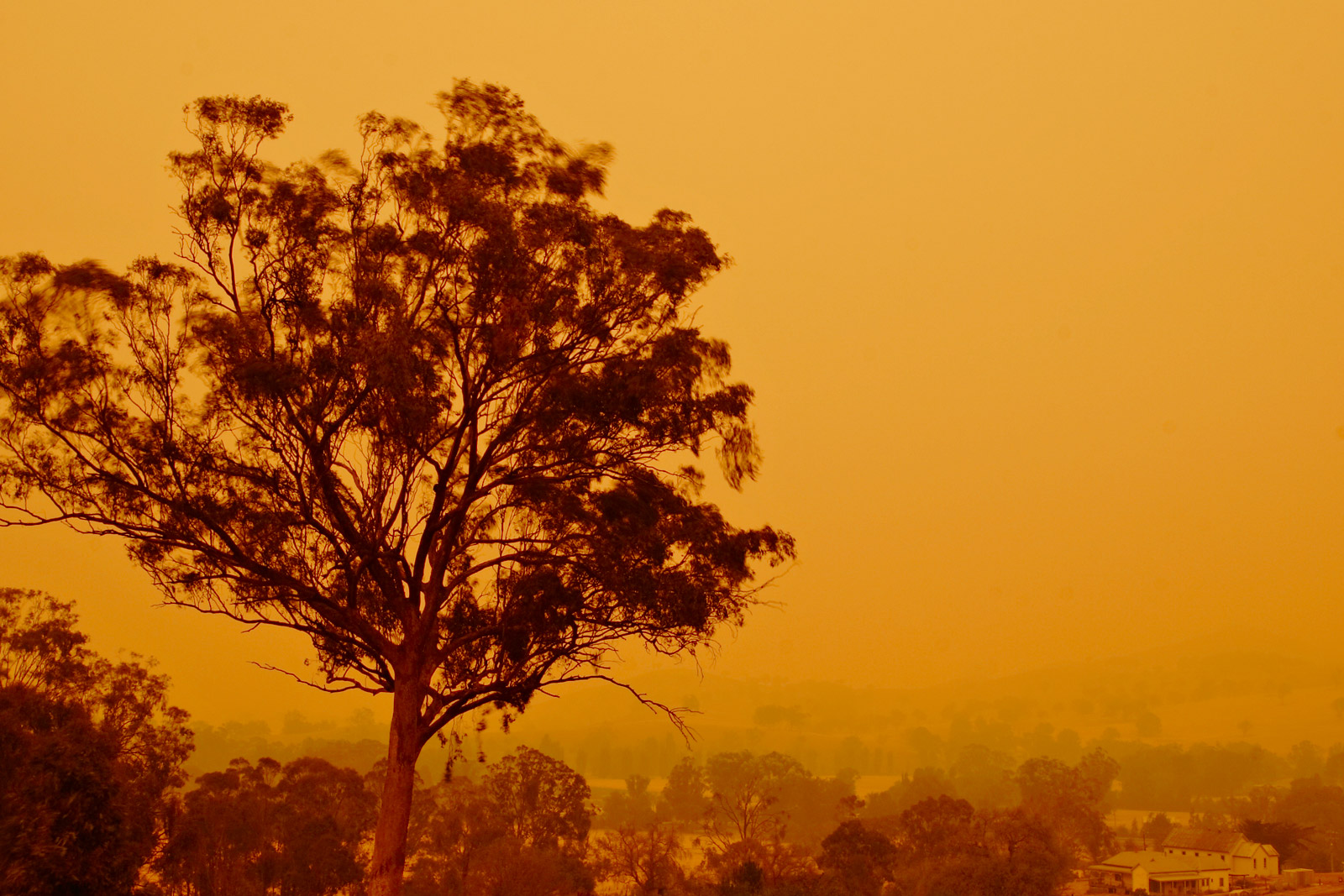
Vue de la ville de Swifts Creek lors des Incendies de végétation australiens de 2006-2007.

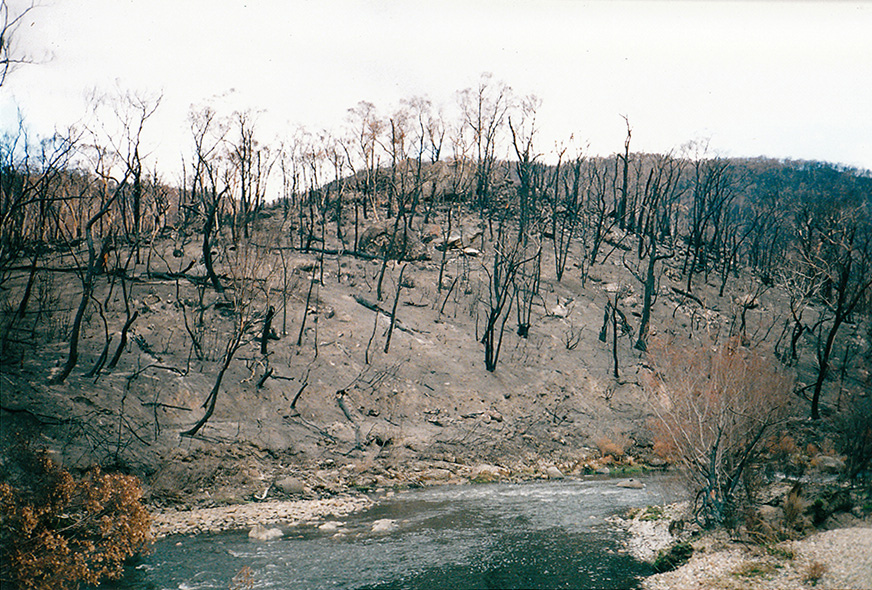
Abords de la, après les de 2003.

#### Incendies historiques
Le 6 février 1851, les incendies du jeudi noir, ayant affecté une surface estimée à 5 millions d'hectares, entraînent la perte d'environ 1 million de moutons et des milliers de têtes de bétail.
En décembre 1938 et janvier 1939, les incendies provoquent la mort de 71 personnes. Environ 2 million d'hectares sont affectés, ainsi que 3 700 bâtiments.
Le 16 février 1983, les incendies du Mercredi des Cendres constitués de 180 incendies nourris par des vents atteignant jusqu'à 110 km/h ont entrainé le décès de 75 personnes.
Les feux de végétation du Victoria de 2009 sont des incendies survenus durant la canicule australienne de février 2009 dans l'État de Victoria en Australie. L'essentiel des dégâts s'est produit autour de la date du 7 février 2009, jour aussi appelé « Samedi noir » (Black Saturday en anglais). Les différents foyers d'incendie ont fait plus de 231 morts et des destructions importantes (365 000 hectares, 1 000 maisons) principalement dans la ville de Kinglake et ses environs.

#### Incendies de 2019-2020
En 2019, les records de températures et une sécheresse qui perdure rendent l'Australie particulièrement vulnérable aux incendies. Pour le mois de septembre, plus de 250 000 hectares de bush ont été en proie aux flammes. Selon la climatologue Joelle Gergis : « Cette année, la saison des feux de brousse a démarré en hiver, soit deux mois plus tôt qu’à l’accoutumée. Les conditions sont sans précédent à l’entame du printemps. Les pompiers expérimentés affirment n’avoir jamais rien vu de tel « C’est extrêmement inhabituel d’enregistrer de telles conditions climatiques propices aux incendies, si extrêmes et si étendues, aussi tôt dans l’année. Plus alarmant encore, ces feux se déclarent dans des zones subtropicales et côtières qui ne s’enflamment pas normalement ».
En novembre 2019, des feux de brousse d'un nombre et d'une intensité sans précédent ravagent une partie des États de Nouvelle-Galles du Sud et Queensland. Le premier ministre Scott Morrison, partisan d'un accroissement de la production et de l'exportation du charbon, est critiqué lorsqu'il refuse d'évoquer le lien -reconnu par les climatologues australiens- entre le changement climatique et cette catastrophe. Le vice-premier ministre Michael McCormack répond pour sa part que le changement climatique n'est une préoccupation que des « tarés de gauche dans les centres urbains ».
Au 21 décembre 2019, les incendies de 2019 avaient provoqué la mort de 10 personnes ; les surfaces brûlées couvraient au moins 3 millions d'hectares ; des forêts classées au patrimoine mondial de l’UNESCO ont été réduites en cendres ; et des milliers de personnes ont été évacuées. Plus de 800 habitations ont été détruites rien qu’en Nouvelle-Galles du Sud, l’État australien le plus peuplé.
Au 5 janvier 2020, la situation devient critique. 24 victimes humaines sont recensées depuis le début des incendies, qui ont désormais brûlé au moins 8 millions d'hectares. Les conséquences de la catastrophe écologique en résultant sont encore méconnues mais semblent considérables. Les fumées émanant des incendies se propagent vers l'est, et sont fortement perçues à plusieurs milliers de kilomètres, notamment en Nouvelle-Zélande. La crise prend également une tournure politique, alors que le premier ministre Scott Morrison, climatosceptique, est critiqué pour son manque de discernement sur la situation. Les autorités ont déployé 3 000 militaires-réservistes pour distribuer de l'aide alimentaire et du carburant aux sinistrés.
Au 7 février 2020, les incendies ont brulé 10 millions d'hectares et tué 33 personnes. Des précipitations abondantes permettent une accalmie en éteignant les feux ou en réduisant leur intensité et le niveau de danger associé.

## Politique environnementale en Australie

### Accords internationaux et déclinaison dans la politique nationale

#### Accords internationaux
Gros pollueur, le pays a été gouverné pendant des années par des dirigeants climatosceptiques. Il a soumis des engagements pour le climat parmi les moins ambitieux des pays développés avant la conférence de Paris de 2015 (COP21). Les objectifs climatiques signés par le pays lors de cet accord de Paris sont de réduire de 26 à 28  % les émissions de gaz à effet de serre d’ici à 2030. l’Australie a également annoncé en octobre 2021 viser la neutralité carbone pour 2050, tout en donnant peu de détails sur la manière dont le pays, plus gros exportateur mondial de charbon, compte atteindre son objectif. Le plan prévoit l’équivalent de 13 milliards d’euros d’investissements, mais il repose largement sur des achats de droits à polluer et des technologies considérées par les experts comme n’ayant pas encore fait leurs preuves.

#### Protection des écosystèmes
L’Environment Protection and Biodiversity Conservation Act 1999 est un cadre juridique pour la protection des espèces menacées. De nombreuses zones protégées ont été créées en vertu du Plan d'action pour la biodiversité nationale pour protéger et préserver des écosystèmes uniques, 64 zones humides sont inscrites à la Convention de Ramsar, et 16 sites ont été inscrits au patrimoine mondial. L'Australie a été classée 13e au classement 2005 de l’Environmental Sustainability Index.
Depuis le 1er juillet 2004, la pêche est interdite dans un tiers de la grande barrière de corail.
Peu après son élection en 2013, le premier ministre Tony Abbott supprime le ministère des Sciences, de l'Autorité du changement climatique et la Commission du climat. Il annonce également la suppression de la taxe carbone, instaurée en 2012, et qui visait à réduire les rejets de CO2 dont l'Australie est un des plus grands émetteurs en obligeant les 500 entreprises les plus polluantes à acheter des permis d'émission. Le gouvernement approuve en 2014 le rejet dans les eaux de la grande Barrière de corail de déchets de dragage provenant des travaux d'extension d'un port d'exportation de charbon. Il choisit également d'encourager l'activité industrielle dans les océans et entreprend pour cela de démanteler le plan de gestion des océans mis en place par les travaillistes en 2012. Un nouveau document entre en vigueur en 2018, réduisant de 400 000 kilomètres carrés la surface des zones marines jusqu'alors interdites à la pêche et à l'exploitation gazière et pétrolière.

#### Reforestation
Le 16 février 2019, à la suite d'inondations majeures, le premier ministre australien annonce un projet de plantation d'un milliard d'arbres d'ici à 2050. Ce spectaculaire programme devrait «  contribuer à éliminer de l’atmosphère 18 millions de tonnes de gaz à effet de serre par an ». L’Australie émet actuellement 500 millions de tonnes d’équivalent CO2 chaque année. Le Pakistan et l'Inde ont déjà planté des centaines de millions d'arbres.

#### Transports
En 2020, afin de compenser les pertes fiscales liées à la transition vers des véhicules propres, l'Australie devient le premier pays à taxer les voitures électriques.

### Acteurs locaux
En Tasmanie, les années 1960 sont marquées par un vaste programme de développement industriel (production hydroélectrique) conduisant à la destruction d'un parc national. Plusieurs collectifs de protection se forment, puis le premier parti écologiste au monde nait en 1972. Ils contribueront au classement de la rivière Franklin à l'UNESCO, puis à celui de certaines forêts de l'île. L'exploitation des forêts tasmaniennes demeure problématique jusque dans les années 2010 et entraîne des activistes à mener une « guerre des arbres ».
Les manifestations organisées en 2019 par le mouvement écologiste Extinction Rebellion se heurtent à l’hostilité d'une partie de la classe politique australienne. De hauts responsables demandent la réduction des prestations sociales perçues par les manifestants, et Peter Dutton, le ministre de l'Intérieur lance un appel à la délation en déclarant que « les gens devraient prendre les noms et des photos de ces personnes et les distribuer aussi loin et aussi largement que possible afin de leur faire honte. » Le premier ministre libéral Scott Morrison menace d’interdire les manifestations liées au climat, accusant les manifestants d’entraver le fonctionnement des mines de charbon et qualifie les manifestants environnementaux d’« anarchistes » cherchant à « nier les libertés des Australiens ».
Les industriels de l’énergie fossile et des "think tanks" tels que le Minerals Council of Australia et l’Australian Coal Association dénoncent le « mythe » du réchauffement climatique. Ces positions trouvent un large écho dans les médias australiens, dont 70 % sont la propriété du milliardaire climatosceptique Rupert Murdoch. Une étude publiée en 2017 par The Australia Institute démontre que les compagnies étrangères, qui détiennent 86 % de l’industrie minière du pays et ont dépensé en l’espace de dix ans plus d’un demi-milliard de dollars australiens pour influencer les gouvernements australiens. Les associations écologistes sont de leur côté très loin de posséder un tel niveau d'influence.

### Évaluation environnementale globale
En 2015, l'organisation Global Footprint Network (GFN) indique que l'Australie est l'un des 57 pays qui préservent ses ressources. La biocapacité par personne s'élève à environ 16 hag (hectare global par habitant), l'empreinte écologique par personne à 8,3 hag. Néanmoins, si les ressources en bois sont préservées et la capacité agricole supérieure à l'empreinte agricole, le bilan carbone est lui négatif.
Mais le pays est aussi celui qui possède la deuxième empreinte écologique la plus forte au monde par habitant, avec environ 9,3 hag (hectare globaux) par habitant.